# Allium pseudoampeloprasum
Allium pseudoampeloprasum är en amaryllisväxtart som beskrevs av Pavel Ivanovich Misczenko och Aleksandr Alfonsovitj Grossgejm. Allium pseudoampeloprasum ingår i släktet lökar, och familjen amaryllisväxter. Inga underarter finns listade i Catalogue of Life.